# Sphaerodactylus goniorhynchus
Espèce
Statut de conservation UICN

 NT  : Quasi menacé
Sphaerodactylus goniorhynchus est une espèce de geckos de la famille des Sphaerodactylidae.

## Répartition
Cette espèce est endémique de Jamaïque.

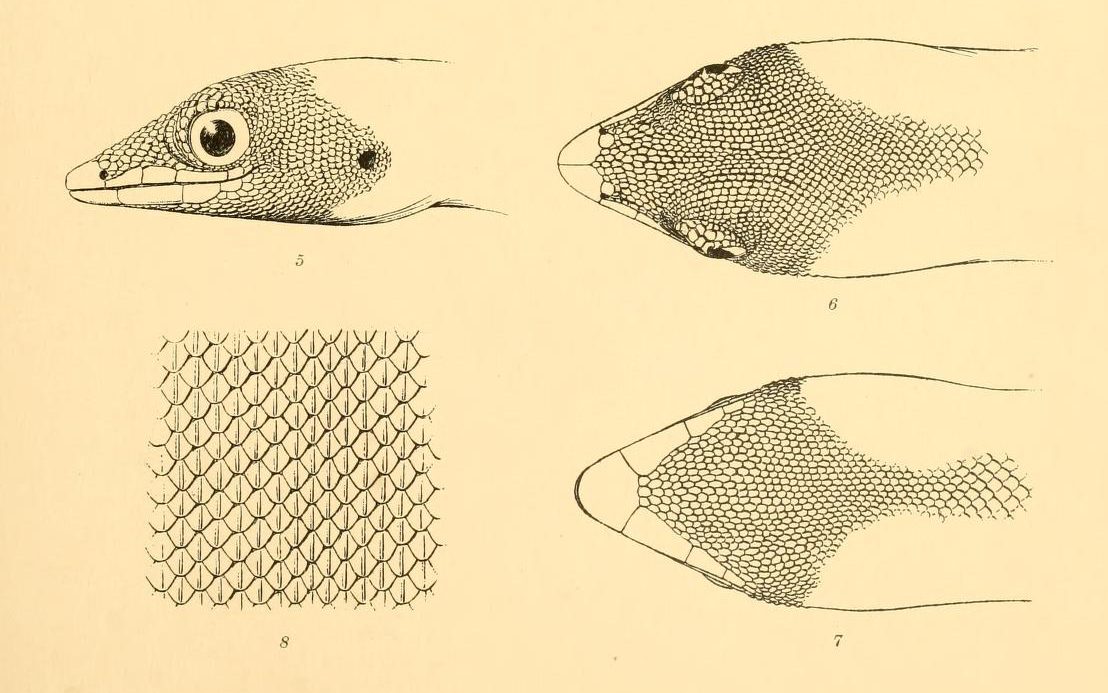

## Publication originale
- Cope, 1895 "1894" : The Batrachia and Reptilia of the University of Pennsylvania West Indian expedition of 1890 and 1891. Proceedings of the Academy of Natural Sciences of Philadelphia, vol. 46, p. 429-442 (texte intégral).